# Espai sinàptic
L'espai sinàptic és un espai buit pel qual, les neurones alliberen unes substàncies químiques anomenades neurotransmissors. L'espai sinàptic està format per l'acabament d'un axó (neurona presinàptica) i el començament d'una dendrita (neurona postsinàptica). Hi ha aquest espai sinàptic i no les neurones estan enganxades, perquè si el teu cos pateix algun canvi, que es pugui modificar, per exemple que una neurona està donant una informació a una neurona morta. En aquest cas la neurona viva, només s'ha de moure i donar la informació a una neurona viva.